# Antonia Orellana
Pour les articles homonymes, voir Orellana.
Orellana  Guarello est un nom espagnol. Le premier nom de famille, en général paternel, est Orellana ; le second, en général maternel, souvent omis, est Guarello.
Antonia Cósmica Orellana Guarello (Santiago, 21 décembre 1989), plus connue sous l’hypocoristique  de Toti Orellana, est une journaliste, militante féministe et femme politique chilienne. Elle est 
ministre de la Femme et de l'Égalité de genre depuis le 11 mars 2022.
Elle est également l'une des membres fondatrice du parti Convergence sociale. Elle fait des études de journalisme à l'Université du Chili où elle participe au mouvement étudiant de 2011 au sein d'organisations comme Gauche Libertaire et Mouvement Soleil. Elle est l'une des principales conseillères du président élu, Gabriel Boric. 
Le 21 janvier 2022, elle est nommée future ministre de la Femme et de l'Égalité des genres par Gabriel Boric, poste qu'elle occupe à partir du 11 mars 2022.

## Biographie

### Études et carrière professionnelle
Elle étudie au lycée Tajamar de Providencia et en 2008 commence à étudier le journalisme à l'Université du Chili en se spécialisant en gestion des médias. En 2012 elle fait partie de l'École de Communication Populaire et elle journaliste pour le journal en ligne El Desconcierto et pour le rectorat de l'Université du Chili. En 2015, elle fait partie du projet de la neuvième campagne de prévention du réseau chilien contre la violence envers les femmes intitulée Attention : le sexisme tue !. Elle est présente dans ce réseau jusqu'en 2020,.
En 2017 elle est consultante interne du Programme des Nations unies pour le développement.
En 2020, avec Marcela Sandoval, elle remet à la haute commissaire de l'ONU, Dubravka Simunovic, le rapport de suivi sur la violence contre les femmes au Chili pendant la pandémie de Covid-19.

### Carrière politique
En 2006, pendant ses études dans le secondaire, elle est représentante de l'assemblée coordinatrice des étudiants du secondaire pour l'équipe de communications du bloc social pour l'éducation.
En 2017, elle fait partie de l'équipe préparant le programme de la candidature présidentielle de Beatriz Sánchez, sur les politiques de genre. Elle milite au sein de diverses organisations comme Gauche Libertaire et le Mouvement Soleil, et en 2019 elle est l'une des fondatrices du parti Convergence Sociale (CS).  Elle est également coordinatrice de la coalition de gauche du Front large (FA) pour l'initiative de loi pour la parité du processus constituant en 2020 et la coordinatrice de l'articulation de femmes d'opposition et de la campagne « Unies pour  l'Approbation » 2020,.
En 2020 elle est candidate à la Convention Constitutionnelle pour le district no 10 au sein de la coalition Approbation dignité, mais n'est pas élue. Après l'élection, elle devient coordinatrice de genre dans l'équipe de campagne présidentielle de Gabriel Boric, et l'accompagnant dans différents événements de la campagne.
Le 21 janvier 2022, le président élu Gabriel Boric a annoncé qu'elle sera la future ministre de la Femme et de l'Égalité des genres.

## Historique Électoral

### Élections constituantes chiliennes de 2021
- Élections constituantes chiliennes de 2021, district 10 (La Granja (Chili), Macul, Ñuñoa, Providencia (Chili), San Joaquín et Santiago)[14]

| Candidat | Candidat                   | Pacte | Pacte                               | Parti | Parti   | Votes  | %     | Résultats     |
| -------- | -------------------------- | ----- | ----------------------------------- | ----- | ------- | ------ | ----- | ------------- |
|          | Fernando Atria Lemaitre    |       | Approbation dignité                 |       | Ind. RD | 52 443 | 12,3% | Conventionnel |
|          | Teresa Marinovic Vial      |       | Allons pour le Chili                |       | Ind.RN  | 39 700 | 9,3%  | Conventionnel |
|          | Patricia Politzer Kerekes  |       | Ind. pour une Nouvelle Constitution |       | Ind.    | 31 695 | 7,5%  | Conventionnel |
|          | Jorge Baradit Morales      |       | Liste de l'Approbation              |       | Ind-PS  | 21 847 | 5,1%  | Conventionnel |
|          | Gonzalo Blumel Mac-Iver    |       | Allons pour le Chili                |       | EVO     | 19 131 | 4,5%  |               |
|          | Cristian Monckeberg Bruner |       | Allons pour le Chili                |       | RN      | 18 533 | 4,4%  | Conventionnel |
|          | Karina Nohales Peña        |       | Mouvements Sociaux : Unité de Ind.  |       | Ind.    | 14 630 | 3,4%  |               |
|          | Emilia Schneider Videla    |       | Approbation dignité                 |       | COMU    | 12 492 | 2,9%  |               |
|          | Manuel Woldarsky González  |       | La Liste du Peuple                  |       | Ind.    | 10 544 | 2,5%  | Conventionnel |
|          | Antonia Orellana Guarello  |       | Approbation dignité                 |       | CS      | 10 309 | 2,4%  |               |
|          | Laura Albornoz Pollman     |       | Liste de l'Approbation              |       | PDC     | 7 814  | 1,8%  |               |
|          | Giovanna Roa Cadín         |       | Approbation dignité                 |       | RD      | 3 843  | 0,9%  | Conventionnel |
|          | Jaime Parada Hoyl          |       | Liste de l'Approbation              |       | Ind.    | 3 150  | 0,7%  |               |
|          | Macarena Lobos Palais      |       | Ind. pour une Nouvelle Constitution |       | Ind.    | 2.289  | 0,5%  |               |